# Diahogna exculta
Diahogna exculta är en spindelart som först beskrevs av Ludwig Carl Christian Koch 1876.  Diahogna exculta ingår i släktet Diahogna och familjen vargspindlar. Inga underarter finns listade i Catalogue of Life.